# Коста Мілков
Костаке Мілков — магістр гуманітарних наук, доктор філософії. Директор Ravi Zacharias International Ministries (RZIM) та засновник і директор Балканського інституту віри та культури (BIFC), Македонія.
Протягом вересня-жовтня 2015 року перебував в Україні, де взяв участь у Східноєвропейському лідерському форумі та у проекті спільноти студентів-християн під назвою «Місяць віри та науки».

## Посади
- З 2011 — Директор Балканського Інституту Віри та Культури (BIFC), Македонія[2].
- 1998—2005 — Генеральний секретар Національного студентського руху «SEAM».

## Академічний та викладацький досвід

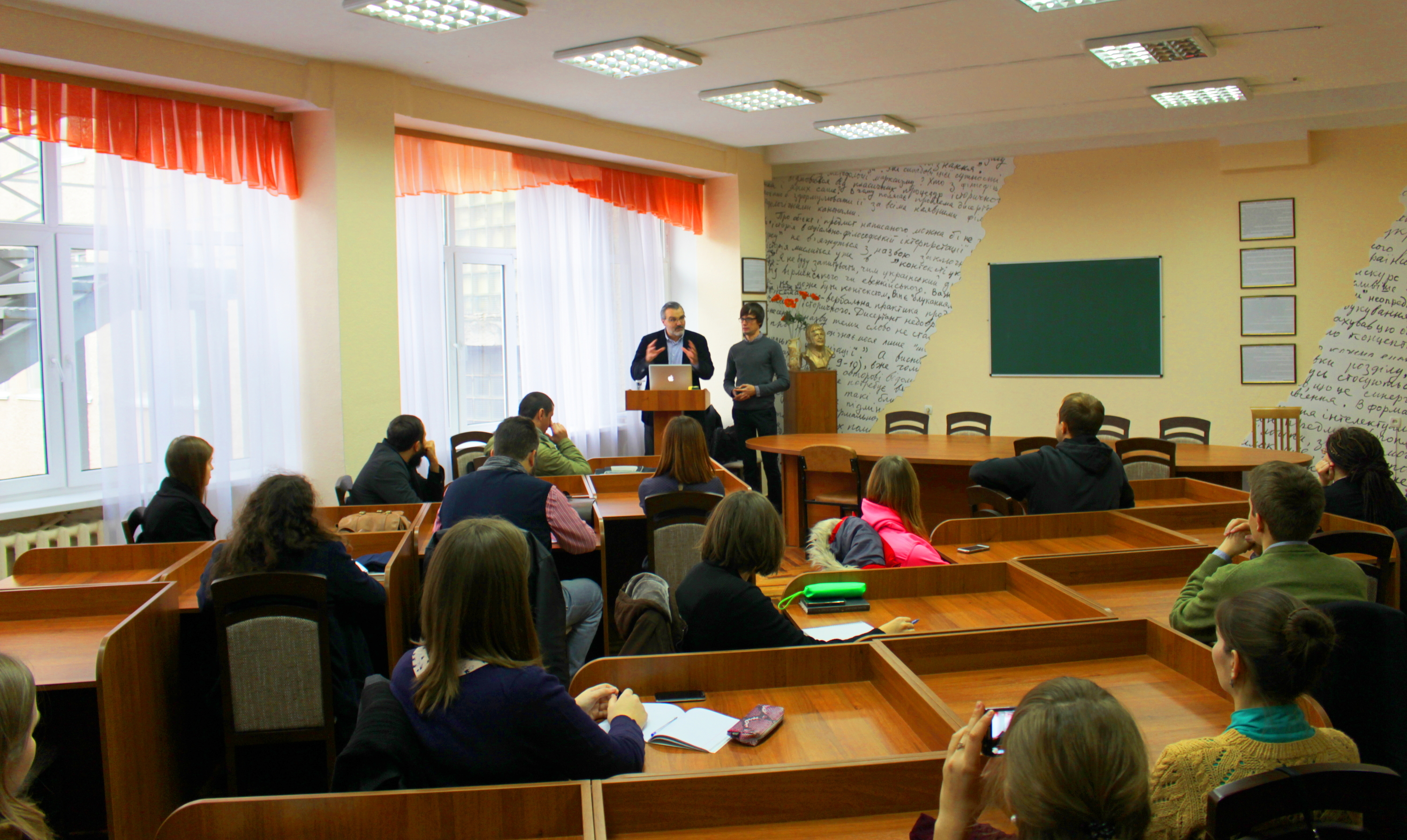
Коста Мілков в НПУ імені М. П. Драгоманова 13.11.2015 р.

### Освіта
Магістр гуманітарних наук, Оксфордський Університет, 2008
Магістр Теології, Теологічна семінарія Гордон-Конуел, Саус-Гамільтон, Массачусетс, 1998
Бакалавр Теології, Євангельська Теологічна Семінарія, Осієк, Хорватія, 1994
Доктор філософії, Оксфордський Університет, 2008. Дисертація на тему «Зречення згідно думки св. Максимуса Сповідника» (англ. Milkov, Kostake. Renunciation in the Thought of Maximus the Confessor, University of Oxford 2011)

### Викладає наступні курси
- Введення в систематичну теологію
- Пневматологія
- Сотеріологія
- Христологія
- Східне Православ'я
- З 1999 — Лектор Систематичної Теології, Євангельська Теологічна Семінарія, Осієк, Хорватія

### Академічні нагороди та визнання
Членство у теологічній спільноті «Phi Alpha Chi», Теологічна семінарія Гордон-Конуел, 1998.

### Книги
1. «У пошуках слова», Барајќи го зборот, Metanoja, 2014.
2. «Обожнені та Виправдані: Східне православ'я та протестантська інтерпретація спасіння» Обожени и оправдани: толкувањето на спасението во православното и протестантското предание, Metanoja 2005.